# 三岐站 (朝鮮)
三岐站（韓語：삼기역）是朝鮮民主主義人民共和國咸鏡南道德城郡三岐里的一個鐵路車站，属于德城線。

## 邻近车站
德城線
島坪站 - 三岐站 - 松中站